# Sante Bentivoglio
Sante Cascese o Sante Bentivoglio (Poppi, 1424 - Bolonia, 1 de octubre de 1463) fue un político italiano, signore de Bolonia durante casi veinte años. 

## Biografía

### Primeros años
Sante Cascese nació en 1424 en Poppi, en el Casentino.  Su madre, cuyo nombre se desconoce, estaba casada con un tal Agnolo da Cascese, pero su padre biológico fue el condotiero Ercole Bentivoglio, que exiliado de Bolonia por motivos políticos se encontraba al servicio de la República de Florencia, y solo confesó su paternidad a sus amigos íntimos.  
Sante pasó su infancia en su ciudad natal hasta que con cerca de quince años de edad fue enviado a Florencia para establecerse como aprendiz en el oficio de la artesanía de la lana.

### Signorede Bolonia
En junio de 1445 el signore de Bolonia Annibale I Bentivoglio fue asesinado en una conjura dirigida por Battista Canetoli, y aprovechando los disturbios provocados tras este hecho, el gobernador de Milán Filippo Maria Visconti metió sus tropas en territorio boloñés, mientras el papa Eugenio IV intentaba recuperar la ciudad para los Estados Pontificios.
En noviembre del año siguiente las principales familias boloñesas, interesadas en la continuidad autonómica de la ciudad, se concordaron para reconocer la autoridad a un consanguíneo de Annibale; su hijo Giovanni era solo un niño de tres años de edad, su pariente Ludovico Bentivoglio rehusó sustituirle en el gobierno de Bolonia, y los partidarios de los Bentivoglio, enterados de la existencia de Sante, mandaron a buscarle para que ocupara el cargo.
Sante, cuyos padres ya habían muerto, sorprendido por la propuesta pues vivía ignorante de sus orígenes, aceptó el cargo a instancias de su protector Neri Capponi y de Cosme de Médici.  Ya con el apellido Bentivoglio, el 13 de noviembre de 1446 fue recibido con honores en Bolonia, armado caballero y nombrado tutor de Giovanni.
|  | Armas de los Bentivoglio: Tronchado dentado, de oro y de gules. |

### Su gobierno
Veinteañero e inexperto en política, su primera decisión relevante fue la abolición del senado de los dieciséis reformadores y su sustitución por un consejo de gobierno oligárquico formado por Romeo de Pepoli, Ludovico Marescotti, Dionisio Castelli, Gasparo Malvezzi y Giovanni Fantuzzi.  Bolonia pertenecía en teoría a los Estados Pontificios, y la aclamación de Sante como "primer ciudadano" o máximo dirigente de la república no tenía formalmente ningún reconocimiento jurídico ni político, pero con el apoyo popular la institución de la signoria resultaba efectiva, como lo habían sido los de otras familias en varias comunas del centro y norte de Italia en las mismas fechas.
La muerte en 1447 del papa y del regente de Milán cambió la situación de Bolonia respecto a los Estados Pontificios.  La ciudad se acogió bajo la protección del nuevo gobernador de Milán Francesco Sforza y firmó un acuerdo con el papa Nicolás V en el que ponía la ciudad bajo la sujeción de la Santa Sede y reconocía la autoridad del gobierno al legado pontificio, nombrado por el papa cada tres años, junto al senado boloñés, formado por miembros elegidos a perpetuidad.

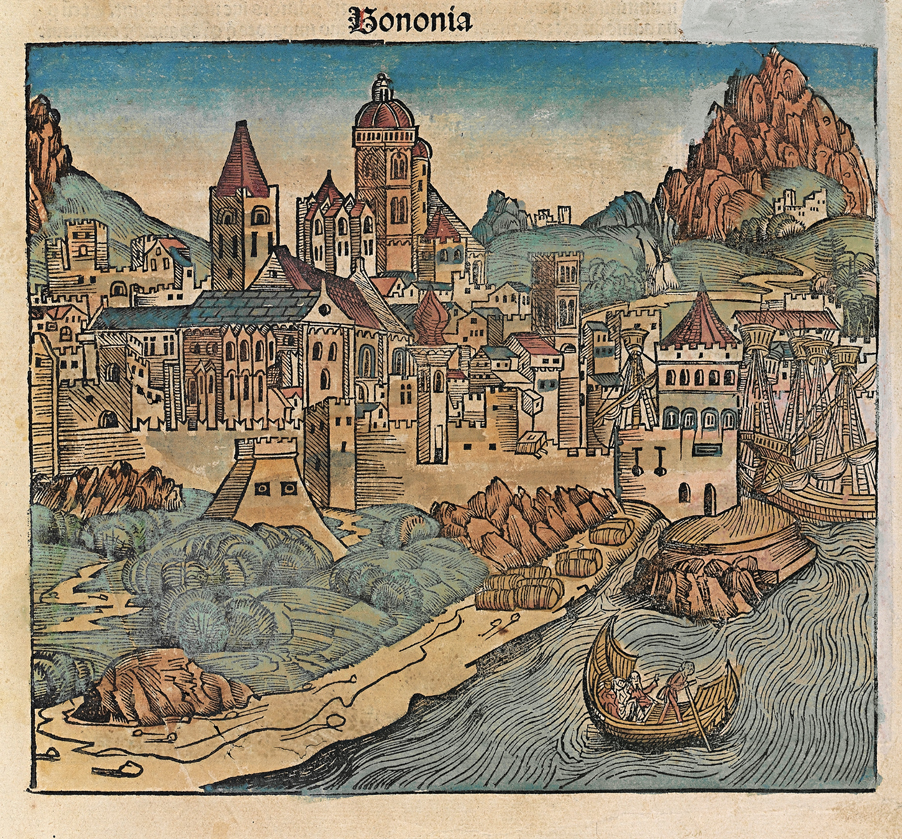
Bolonia, en las Crónicas de Núremberg (1493).

Sus primeros años de gobierno estuvieron plagados de conflictos internos, provocados por los intentos de derrocarle de parte de sus propios conciudadanos: en 1448 los partidarios exiliados de los Canetoli intentaron tomar la ciudad por la fuerza de las armas; en 1449 los de sus antiguos amigos Romeo Pepoli y Giovanni Fantuzzi se enrocaron en Castel San Pietro hasta que fueron desalojados, y en 1451, juntos todos los anteriores, atacaron la ciudad con un ejército dirigido por Alberto de Carpi.  
Más afortunado o habilidoso fue en política externa.  La relación con el primer legado Astorgio Agnesi fue conflictiva, hasta el punto de que antes de terminar su mandato, Agnesi abandonó Bolonia con un pretexto para no volver más, pero más fluido fue el trato con sus sucesores Basilio Besarión, Luis de Milá y Angelo Capranica durante los pontificados de Nicolás V, Calixto III y Pío II.  
Aliado con la República de Florencia y con la de Venecia, Bentivoglio buscó también un enlace con Milán casándose con Ginevra Sforza, hija natural del signore de Pésaro Alessandro Sforza y sobrina de Francesco Sforza.  La boda no estuvo exenta de problemas: sospechando que por motivos políticos el papa pondría objeciones a esta unión, todos los implicados maniobraron para llevar el asunto en secreto hasta que el compromiso estuvo cerrado.  
Tras el Tratado de Lodi de 1454, la península italiana disfrutó de un periodo de relativa paz, y Bentivoglio completó su mandato en Bolonia llegando a ganar buena reputación como gobernante.
Muerto en 1463 antes de cumplir los cuarenta años, probablemente de tuberculosis,  fue sepultado en la capilla de los Bentivoglio de la iglesia de San Giacomo Maggiore.

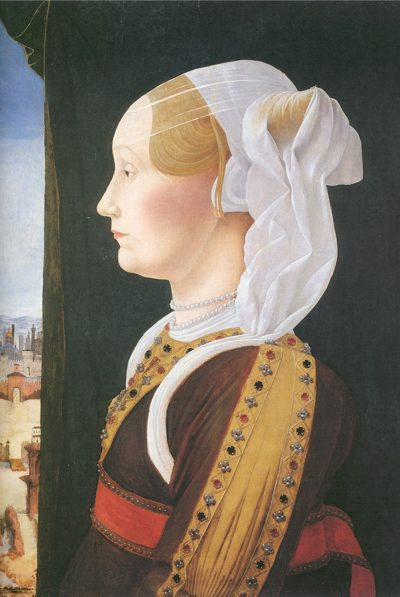
Su esposa, Ginevra Sforza.

### Descendencia
Antes de su boda, Sante había tenido una relación amorosa con Nicolosa Castellani Sanuti, y un hijo con una mujer de identidad desconocida:
- Antonio.

De su matrimonio con Ginevra Sforza tuvo dos hijos:
- Costanza, que casó con Antonio Maria Pico della Mirandola;
- Ercole, casado con Barbara Torelli, condesa de Montechiarugolo.

Y desde su llegada a Bolonia fue también tutor de Giovanni II Bentivoglio, que tras la muerte de Sante le sucedió en el gobierno y se casó con su viuda.